# Worthy Patterson
Worthington R. "Worthy" Patterson, Jr. (nacido el 17 de junio de 1931 en New Haven, Connecticut) es un exjugador de baloncesto estadounidense que disputó cuatro partidos en la NBA, y dos temporadas en la CBA. Con 1,88 metros de estatura, lo hacía en la posición de base.

## Trayectoria deportiva

### Universidad
Jugó durante cuatro temporadas con los Huskies de la Universidad de Connecticut, con los que fue elegido en 1953 y 1954 en el mejor quinteto de la desaparecida Yankee Conference.

### Profesional
Tras acabar su etapa universitaria, tuvo que cumplir con el servicio militar durante dos años, fichando en 1957 por los St. Louis Hawks, con los que disputó cuatro partidos, en los que promedió 1,8 puntos. Jugó posteriormente dos temporadas con los Scranton Miners de la CBA.

## Estadísticas de su carrera en la NBA

### Temporada regular
| Temporada | Edad | Equipo          | Liga | Pos. | P | TIT | MIN | TC  | TCA | %TC  | 3P | 3PA | %3P | TL  | TLA | %TL  | R.OF. | R.DEF. | REB | ASIS | ROB | TAP | PER | FP  | PTS |
| 1957-58   | 26   | St. Louis Hawks | NBA  |      | 4 |     | 3.3 | 0.8 | 2.0 | .375 |    |     |     | 0.3 | 0.5 | .500 |       |        | 0.5 | 0.5  |     |     |     | 0.8 | 1.8 |
| Total     |      |                 | NBA  |      | 4 |     | 3.3 | 0.8 | 2.0 | .375 |    |     |     | 0.3 | 0.5 | .500 |       |        | 0.5 | 0.5  |     |     |     | 0.8 | 1.8 |